# نساء خريجات في العلوم
نساء خريجات في العلوم (GWIS)، المعروفة أيضاً باسم سيغما ديلتا إيبسيلون الخريجات في العلوم (SDE-GWIS)، هي منظمة دولية للنساء في العلوم، تأسست لأول مرة في عام 1921 في جامعة كورنيل في إيثاكا، نيويورك، الولايات المتحدة الأمريكية. تضم المنظمة حاليًا أكثر من 1000 عضو وعشرات الفصول المنتشرة في جميع أنحاء الولايات المتحدة بالإضافة إلى فصل دولي تم تأسيسه في عام 2013.
المنظمة هي منظمة غير ربحية غير هادفة للربح تعمل على توصيل النساء وقيادتهن وتمكينهن في العلوم. تقوم بذلك من خلال تقديم المنح والجوائز والزمالات؛ تطوير شبكة دولية قوية من العلماء النساء؛ عقد مؤتمرات سنوية ورعاية اجتماعات وندوات إضافية؛ نشر رسالة إخبارية شهرية مجانية؛ وتشجيع مشاركة وتمثيل المرأة في الأحداث ذات الصلة بالعلوم. العضوية مفتوحة لأي شخص، بغض النظر عن الجنس، لديه على الأقل درجة البكالوريوس في تخصص علمي.
يُعقد الاجتماع الوطني للنساء الخريجات في العلوم (GWIS) سنويًا في يونيو.

## مهمة المنظمة
بناء مجتمع عالمي لإلهام ودعم وتقدير وتمكين المرأة في العلوم.

## تاريخ المنظمة
تأسست منطمة نساء خريجات في العلوم في عام 1921 في جامعة كورنيل من قبل مجموعة من النساء اللائي يسعين للحصول على شهادات الدراسات العليا في العلوم، والمهتمين بوضع المرأة في المجالات العلمية، والمهتمين في بناء شبكة اجتماعية للنساء في العلوم. في البداية، تم تسمية المنظمة رسميًا باسم الإخوة العلمية لخريجات سيغما دلتا إبسيلون - SDE على المدى القصير. في عام 1922، تضافرت جهود SDE مع النساء في جامعة ويسكونسن ماديسون، حيث صوتت وقبولت دستورها الوطني، مما أنشأ المنظمة كمنظمة وطنية. تم عقد المؤتمر الوطني الأول في عام 1922. في عام 1931، أنشأت منظمة نساء خريجات في العلوم صندوق الزمالات الرسمي، وحصلت على زمالة الأبحاث الأولى في عام 1941 إلى فرانسيس دوريس-هام، دكتوراه في جامعة ييل تدرس علم الأجنة التجريبي. في عام 1970، تم إنشاء صندوق زمالة إلويس جيري، وهو أول منحة منظمة نساء خريجات في العلوم الممولة من فرد واحد وليس من خلال جمع التبرعات وعضوية المساهمات الصغيرة.

## قائمة الفصول
- أوبورن
- بوسطن، ماساتشوستس
- كنتاكي الوسطى
- الفصل المتجول
- شيكاغو
- ولاية كارولينا الشمالية الشرقية
- داكوتا الجنوبية الشرقية
- ميريلاند الكبرى
- هاواي
- هيرشي، با
- الفصل الدولي
- مدينة ايوا، ولاية ايوا
- إيثاكا، نيويورك
- لوس أنجلوس، كاليفورنيا
- ماديسون، ويسكونسن
- منتصف ميشيغان
- رأس المال الوطني
- مدينة نيويورك مترو
- كولورادو الشمالية
- مقاطعة أورانج، كاليفورنيا
- مثلث البحوث، إنسي
- ريتشموند، فرجينيا
- سان دييغو، كاليفورنيا
- كلية الدولة، با
- المدن التوأم، مينيسوتا